# BM-Volvo T 650
Le BM-Volvo T 650 est un tracteur agricole produit par BM-Volvo.
Ce tracteur d'une puissance de 73 ch DIN est construit à 26 120 exemplaires entre 1972 et 1982.

## Historique

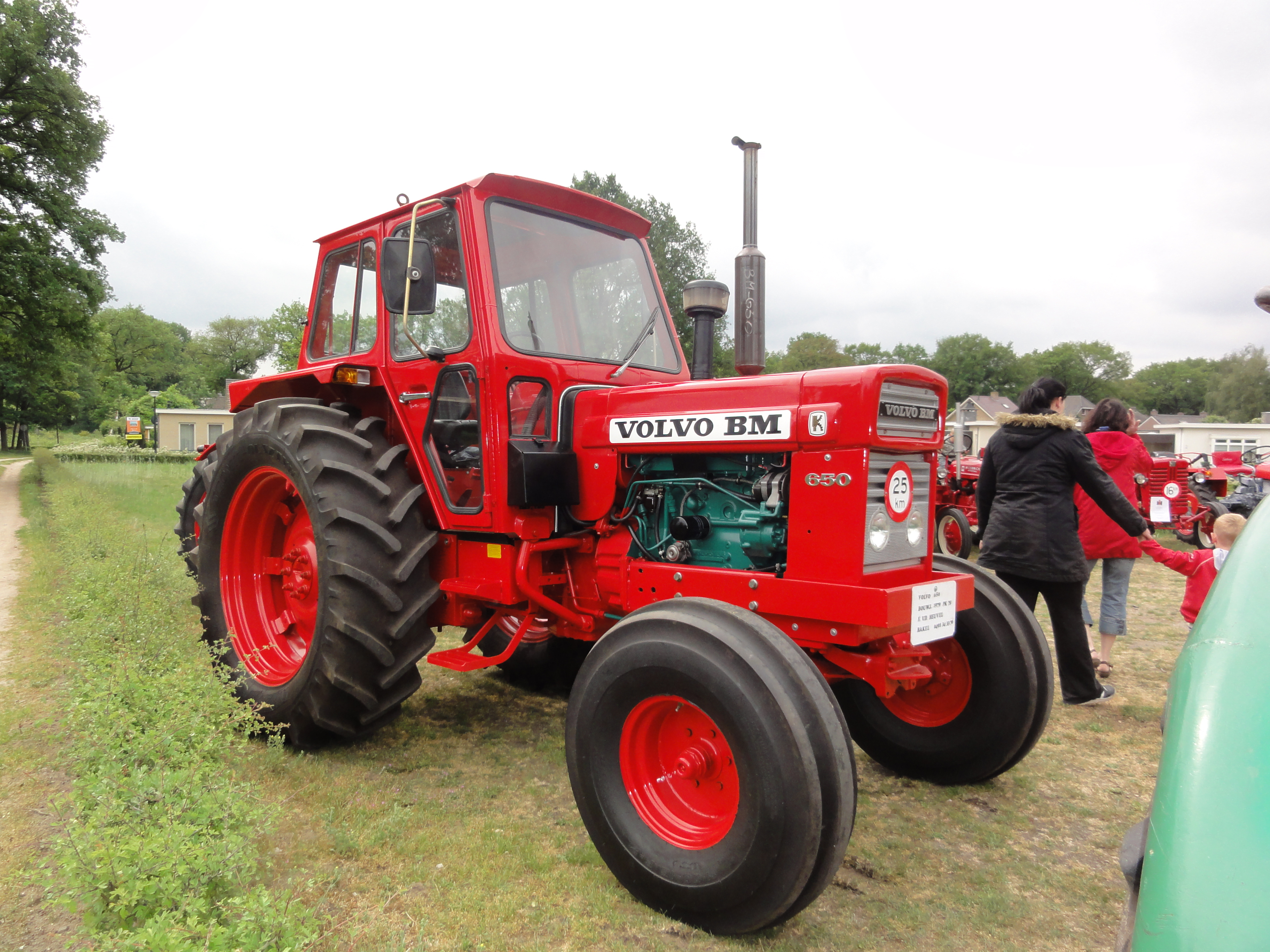
Volvo-BM T 650.

En 1970, BM-Volvo renouvelle sa gamme. Le T 600 cède la place au T 650, équipé d'un moteur plus puissant et doté de nombreuses améliorations techniques. Ce tracteur, initialement destiné aux agriculteurs, est également commandé par les armées danoise et suédoise, où il est notamment utilisé sur les bases aériennes (déneigement et traction des avions) où il remplace souvent le BM 350. Le constructeur en décline une version destinée aux chantiers de travaux publics, reconnaissable à sa couleur jaune et à son train avant renforcé ; elle est dénommée T 650 I.
En 1973, BM-Volvo devient Volvo-BM ; une version économique du T 650 est lancée sur le marché, moins riche en équipements.  En même temps, un pont avant équipé de moteurs hydrauliques est proposé, faisant du T 650 un tracteur à quatre roues motrices.
En 1978, le T 650, qui s'appelle désormais simplement 650, connaît ses dernières améliorations, dont une cabine climatisée pourvue à l'arrière d'un vitrage unique. La production cesse en 1982, alors que 26 120 exemplaires sont sortis d'usine.

## Caractéristiques
Le T 650 est équipé d'un moteur Diesel BM-Volvo à quatre cylindres (alésage de 105,57 mm pour une course de 120 mm) en ligne à injection directe, d'une cylindrée totale de 4 200 cm3. Il développe une puissance maximale de 73 ch DIN au régime de 2 300 tr/min. Son injection directe et un dispositif de préchauffage lui assurent un démarrage facile, même par temps froid.
La boîte de vitesses possède huit rapports avant non synchronisés et deux rapports arrière, répartis en deux gammes ; de 1970 à 1972, un amplificateur de couple multiplie par deux le nombre de rapports disponibles. La transmission est dotée d'un bocage de différentiel.
La prise de force arrière peut tourner à 540 tr/min ou voir son régime proportionnel à l'avancement du tracteur ; le relevage hydraulique permet de soulever un outil d'une masse de 2 750 kg.
BM-Volvo propose pour son T 650 une cabine de conduite très confortable montée sur silentblocs, intégrant un cadre de sécurité en cas de retournement du tracteur, bien insonorisée et bien chauffée. La direction hydrostatique de série améliore encore le confort de conduite, la construction faisant bénéficier ses tracteurs agricoles des technologies développées dans le domaine de l'automobile.
La masse à vide en ordre de marche du tracteur est de 3 800 kg.